# Xiaogan
Xiaogan (kinesisk skrift: 孝感; pinyin: Xiàogǎn) er en by på præfekturniveau i provinsen Hubei i det centrale Kina. Præfekturet har et areal på 	8.910 km ² og en befolkning 5.210.000 (2007).

## Administrative enheder
Xiaogan består af et bydistrikt, tre byamter og tre amter:
- Bydistriktet Xiaonan – 孝南区 Xiàonán Qū ;
- Byamtet Yingcheng – 应城市 Yìngchéng Shì ;
- Byamtet Anlu – 安陆市 Ānlù Shì ;
- Byamtet Hanchuan – 汉川市 Hànchuān Shì ;
- Amtet Xiaochang – 孝昌县 Xiàochāng Xiàn ;
- Amtet Dawu – 大悟县 Dàwù Xiàn ;
- Amtet Yunmeng – 云梦县 Yúnmèng Xiàn.

## Trafik
Kinas rigsvej 107 fører gennem området. Den går fra Beijing til Shenzhen (ved Hongkong, og passerer provinshovedstædene Shijiazhuang, Zhengzhou, Wuhan, Changsha og Guangzhou.
Kinas rigsvej 316 passerer gennem området. Den fører fra Fuzhou i Fujian via Nanchang i Jiangxi og Wuhan i Hubei til Lanzhou i Gansu.
30°56′0″N 113°54′50″Ø / 30.93333°N 113.91389°Ø